# Kim Hak-chul
Kim Hak-chul (kor. 김학철; * 4. November 1972) ist ein südkoreanischer Fußballtrainer und ehemaliger Fußballspieler.

## Karriere

### Spieler
Kim Hak-chul erlernte das Fußballspielen in der Schulmannschaft der Gangnung Jeil High School sowie in der Universitätsmannschaft der Kookmin University. Seinen ersten Vertrag unterschrieb er am 1. Januar 1995 bei den Daewoo Royals in Busan. Von Februar 1998 bis September 1999 spielte er bei Sangju Sangmu FC in Sangju. Zu den Spielern des Vereins zählen südkoreanische Profifußballer, die ihren zweijährigen Militärdienst ableisten. Nach dem Militärdienst kehrte er nach Busan zurück. Hier stand er bis Ende 2002 unter Vertrag. Die Saison 2003 spielte er bei Daegu FC in Daegu. 2004 unterschrieb er einen Vertrag bei Incheon United. Für das Fußballfranchise aus Incheon spielte er bis 2008. Am 9. November 2008 beendet er seine Karriere als Fußballspieler.

### Trainer
Kim Hak-chul begann seine Trainerkarriere bei seinem letzten Verein Incheon United. Von 2008 bis Mitte 2010 war er Co-Trainer. Am 1. Juli 2010 übernahm er bei Incheon das Amt des Jugendtrainers. Als Jugendtrainer arbeitete er bis Ende 2012 für Incheon. 2014 war er als Trainer bei der Dongguk University angestellt. 2015 ging er zum Gangwon FC, wo er das Traineramt der U18-Mannschaft für ein Jahr ausübte. Pocheon Citizen FC, ein Verein aus Pocheon, nahm ihn Anfang 2016 als Cheftrainer unter Vertrag. Mitte 2016 zog es ihn nach Thailand, wo er in Pattaya einen Vertrag beim Erstligisten Pattaya United FC unterschrieb. Der Vertrag galt nur bis Saisonende. Hwaseong FC, ein Viertligist aus Hwaseong, nahm ihn am 1. Januar 2019 unter Vertrag.